# Mucharz

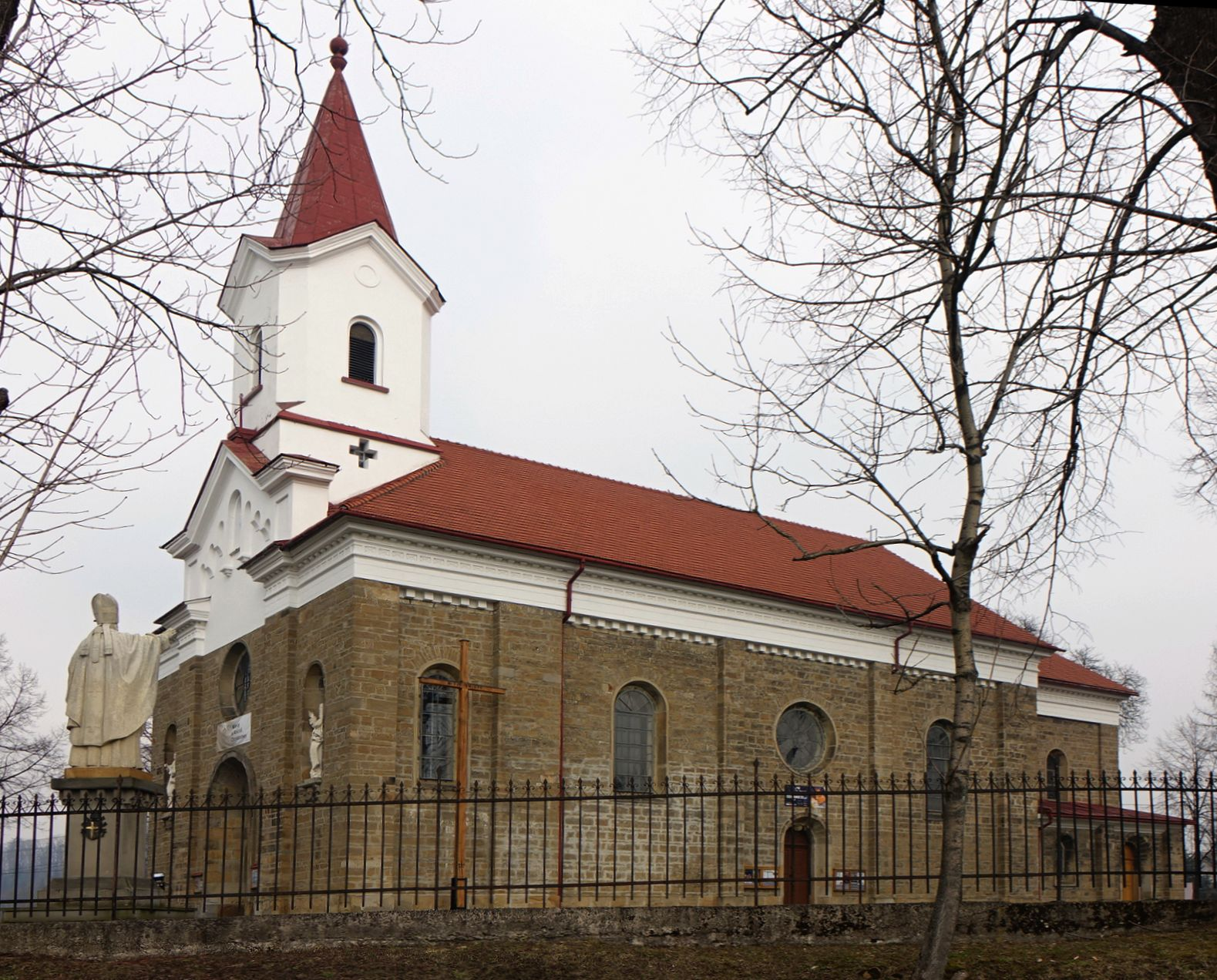
Kościół

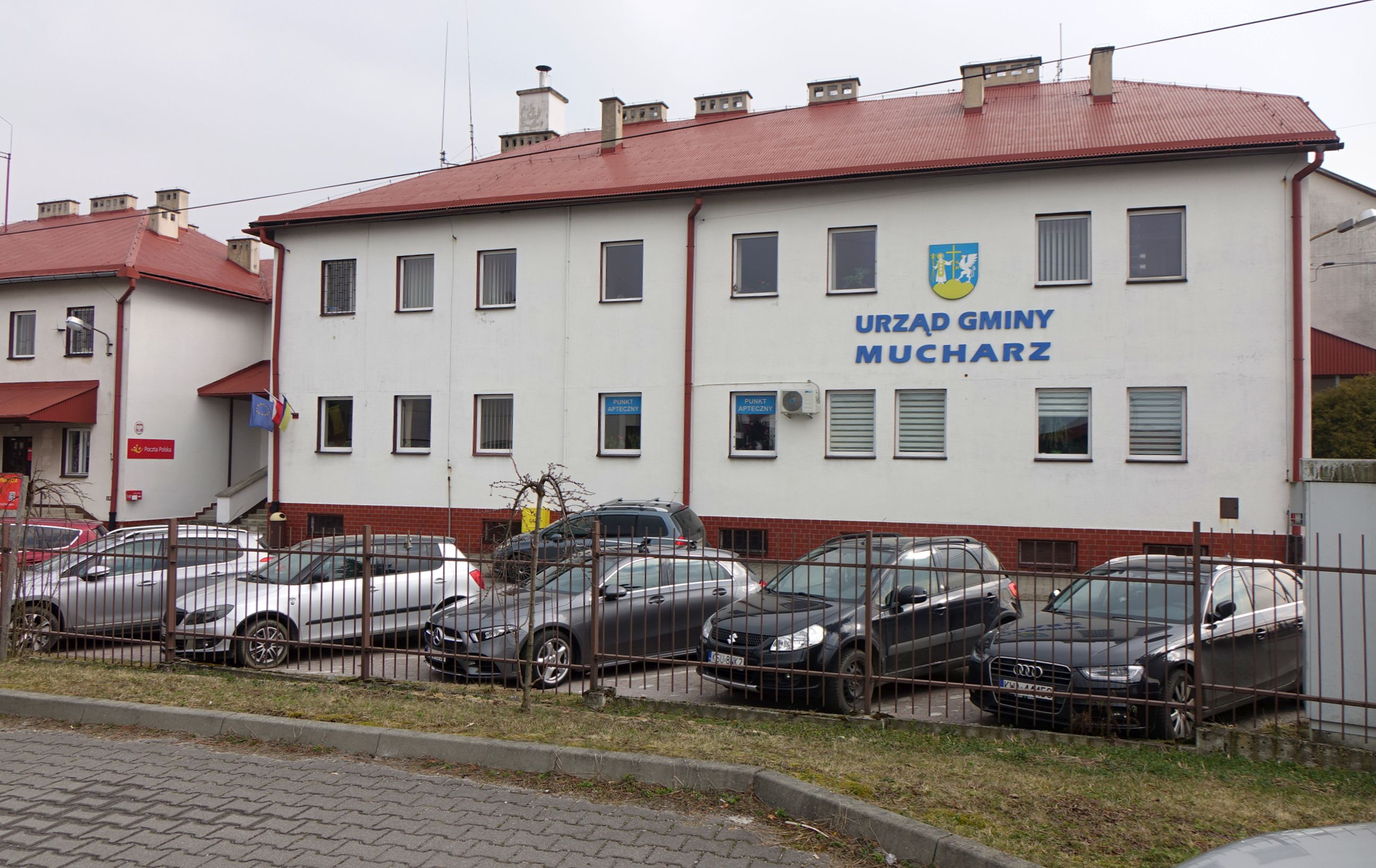
Urząd Gminy

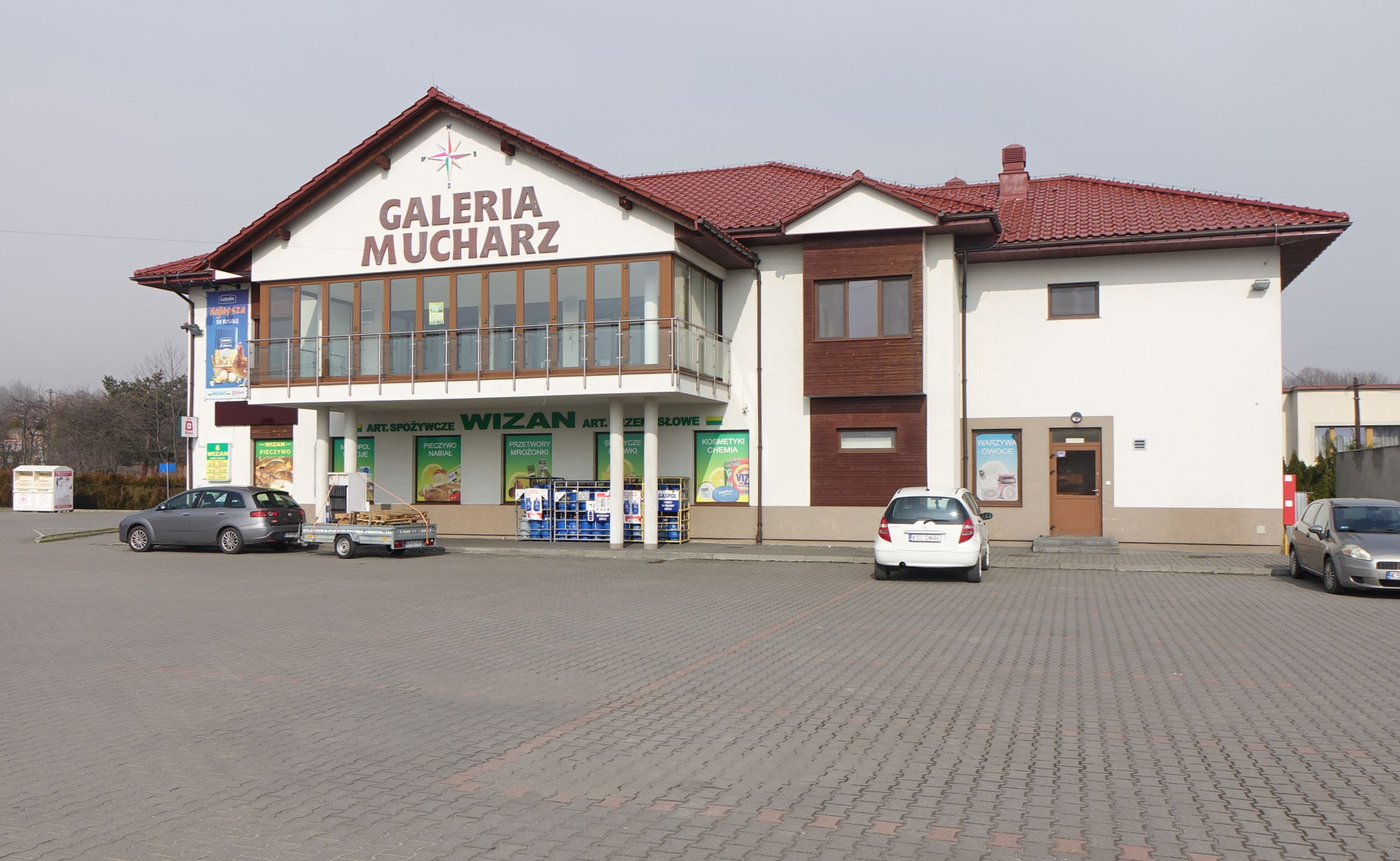
Galeria "Mucharz"

Mucharz – wieś w Polsce położona w województwie małopolskim, w powiecie wadowickim, siedziba gminy Mucharz. Miejscowość leży nad rzeką Skawą.

## Części wsi
| SIMC    | Nazwa       | Rodzaj    |
| ------- | ----------- | --------- |
| 0062975 | Borowina    | część wsi |
| 0062981 | Działy      | część wsi |
| 0062998 | Górka       | część wsi |
| 0063006 | Granica     | część wsi |
| 0063012 | Lachówka    | część wsi |
| 0063029 | Rzędziówka  | część wsi |
| 0063035 | W Zarządzie | część wsi |
| 0063041 | Wądole      | część wsi |
| 0063058 | Zalesie     | część wsi |
| 0063064 | Zapotocze   | część wsi |

## Historia
Najdawniejsze dzieje Mucharza prawdopodobnie związane są z okresem istnienia Państwa Wiślan.
W 1254 roku Mucharz został lokowany. Bolesław V Wstydliwy, nadaniem z Korczyna, przekazał wieś klasztorowi norbertanek ze Zwierzyńca pod Krakowem, które były właścicielkami Mucharza aż do okresu rozbiorów. W 1389 r. książę oświęcimski Jan ponownie wydał dokument erekcyjny i dotacyjny (po splądrowaniu kościoła przez rabusiów i zaginięciu wcześniejszych przywilejów). Wieś położona w końcu XVI wieku w powiecie śląskim województwa krakowskiego była własnością klasztoru norbertanek na Zwierzyńcu w Krakowie. W XVI, XVII i XVIII wieku klasztor często oddawał folwark mucharski w dzierżawę, a także prowadził liczne procesy z okolicznymi szlachcicami, miastem Wadowice i plebanem mucharskim o granice, dochody z dziesięciny i prawo sprzedaży alkoholu. W latach 1772–1918 Mucharz należał do Królestwa Galicji. Przez Mucharz w latach 1847–1849 przeszła epidemia cholery z powodu której zmarły 1122 osoby. W 1782 roku, w wyniku reform kościelnych cesarza Józefa II, Mucharz został odebrany norbertankom i sprzedany Tomaszowi Wilkońskiemu z Jaszczurowej. Dobra te odziedziczył po nim siostrzeniec Józef Pisarzewski. Kolejnymi właścicielami Mucharza byli: w XIX stuleciu Dominik Knesek, a w latach 1882–1945 rodzina Tetschlów.
Mucharz należał do województwa krakowskiego w latach 1919–1939 i 1945–1975. W 1939 r. włączony do III Rzeszy (do 1945 r.), leżał na granicy między Niemcami a Generalnym Gubernatorstwem.
W latach 1954–1972 wieś należała i była siedzibą władz gromady Mucharz. W latach 1975–1998 miejscowość administracyjnie należała do województwa bielskiego. W 1986 r. rozpoczęto tutaj budowę zapory i Jeziora Mucharskiego, która trwała ponad 30 lat.
Ze wsi pochodził m.in. ks. Czesław Wądolny.

## Zabytki
Obiekty wpisane do rejestru zabytków nieruchomych województwa małopolskiego.
- Zespół kościelny: kościół pw. św. Wojciecha, kaplica rodowa Knezków, rzeźba św. Wojciecha na postumencie, starodrzew w otoczeniu w obrębie ogrodzenia.

Wyposażenie kościoła
- Posążek Matki Boskiej z Dzieciątkiem (druga poł. XIV wieku)
- Dwa gotyckie krucyfiksy
- Obraz przedstawiający Chrystusa, (XVII wiek)

Inne
- Kaplica grobowa Tetschlów położona obok kościoła
- Grobowiec ostatnich właścicieli Śleszowic – Gabrysiewiczów (na cmentarzu parafialnym)
- Obelisk 70-lecia Niepodległości Polski